# Le Plessis-Macé
Le Plessis-Macé korábbi község Franciaország Loire mente régiójában, Maine-et-Loire megyében. 2016. január 1-jén három másik korábbi községgel egyesült és Longuenée-en-Anjou új község része lett.
Lakosainak száma 1295 fő (2018. január 1.). Le Plessis-Macé La Meignanne, La Membrolle-sur-Longuenée és Montreuil-Juigné községekkel határos.

## Népesség
A település népességének változása:
| Lakosok száma | 282  | 323  | 743  | 770  | 950  | 1256 | 1257 | 1230 | 1299 | 1295 |
|               | 1962 | 1968 | 1982 | 1990 | 1999 | 2008 | 2011 | 2013 | 2017 | 2018 |